# Ново село (община Ново село)
Вижте пояснителната страница за други значения на Ново село.
Ново село (на македонска литературна норма: Ново Село) е село в Северна Македония, център на едноименната Община Ново село с 2756 жители (2002).

## География
Селото е разположено в Струмишката котловина в южното подножие на планината Огражден и в близост до река Струмица, на 9 километра от границата между България и Северна Македония, на която има граничен контролно-пропускателен пункт Ново село - Златарево.

## История
Според традиционните легенди в селото най-ранното селище в землището на Ново село е било разположено в равнината в местността Селище, разположена на север от местностите Дракево и Калайница, в близост до местността Трънакът. В тази местност са откривани останки от градежи и предмети.

### В Османската империя
Предполага се, че с идването на турците на Балканския полуостров през втората половина на XIV век земите в плодородната равнина са отнети от българите и християнското население е принудено да формира ново селище източно от местността Вълча могила, което е наречено Вълчи дол. Новото препитание на вълчидолци вече е предимно скотовъдството. За това, че селището Вълчи дол е просъществувало дълго време свидетелства големият брой гробове в местността Гробчето. От това село все още се виждат останките от основите на някои къщи.
Към края на XVII и началото на XVIII век вълчидолци започват да се изселват на днешното място на селото. Окончателното изселване в новото село завършва в началото на XIX век. Постепенно селото се замогва и се превръща в пазарен център на околните села.
През XIX век Ново село е чисто българско селище в границите на Османската империя. Църквата „Свети Георги“ е от 1842 година. Първото българско училище в Ново село е отворено в 1866 година в къщата на рода Панзиевци в резултат на усилията на видния новоселец Димко Хаджипанов. По-късно училището, в което се преподало на български, било изместено в къщата на Гозевци, а още по-късно в така наречения Попски дом. Едва през 1936 година е изградена самостоятелна училищна сграда с парични средства и доброволен труд на новоселци.
В „Етнография на вилаетите Адрианопол, Монастир и Салоника“, издадена в Константинопол в 1878 година и отразяваща статистиката на населението от 1873 година, Ново село (Novosélo) е посочено като чисто българско село с 90 домакинства с 325 жители българи.
През 1895 година в Ново село е основан комитет на ВМОРО.
Според статистиката на Васил Кънчов („Македония. Етнография и статистика“) в 1900 година Ново село има 1400 жители българи. Цялото село е под върховенството на Българската екзархия. По данни на секретаря на екзархията Димитър Мишев („La Macédoine et sa Population Chrétienne“) в 1905 година в селото има 1280 българи екзархисти.
При избухването на Балканската война в 1912 година трима души от Ново село са доброволци в Македоно-одринското опълчение. Селото е освободено от османска власт от Седма рилска дивизия по време на войната през октомври 1912 година.

### В България
В 1913 година през Междусъюзническата война селото е завзето от гръцката армия и 160 къщи са опожарени.
След Букурещкия договор до 1919 година заедно с цяло Струмишко Ново село влиза в границите на Царство България в новосъздадения Струмишки административен окръг.
По време на Втората световна война от 1941 до 1944 година селото отново е включено в границите на България. По това време негов кмет е Любомир М. Костов от Русе (18.VIII.1941 16.XII.1943), а след него Атанас Мачуков (16.XII.1943 09.IX.1944).

### В Сърбия, Югославия и Северна Македония
Ньойският договор от 1919 година, сложил край на участието на България в Първата световна война, предава Струмишко на Кралството на сърби, хървати и словенци (от 1929 година Югославия). В Ново село е установена сръбска власт.
През 2002 година на референдум 90% от жителите на Ново село се обявяват за смяна на името на селището. Специалната комисия по смяна на името се спира на името Александрия в чест на Александър Македонски, но македонският парламент не разрешава промяната след протест на албански депутати.
Според преброяването от 2002 година селото има 2756 жители.
До Ново село има българско военно гробище, в което са погребани 71 военнослужещи загинали през Балканската, Междусъюзническата и Първата световна война.
| Националност     | Всичко |
| северномакедонци | 2726   |
| албанци          | 0      |
| турци            | 0      |
| роми             | 3      |
| власи            | 0      |
| сърби            | 11     |
| бошняци          | 2      |
| други            | 14     |

## Личности
Родени в Ново село
- Атанас Трайков, български революционер от ВМОРО, четник на Петър Юруков[11]
- Бона Байрактарова (р. 1946), стоматоложка
- Вангел Митев Костадинов (1893 – 1921), деец на ВМРО, загинал в сражение със сръбска войска[12]
- Георги Бояджиев (р. 1950), армейски генерал, началник на Генералния щаб на Армията на Северна Македония (2004 – 2005)
- Георги Петев, български революционер от ВМОРО, четник на Ефрем Чучков[13]
- Гьошо Илиев, български учител и революционер от ВМОРО
- Данаил Дончев (р. 1966), политик от Северна Македония, депутат от ВМРО-Народна партия
- Димитър Петров (о. 1892 – ?), македоно-одрински опълченец, нестроева рота на 5-а одринска дружина[14]
- Димитър Стоянов (Даскал Димитри, 1824 – 1874), български просветен деец
- Иван Зайков (? - 1922), български революционер, обесен от дейци на ВМРО при междуособиците в революционното движение през 20-те години[15]
- Иван Илиев (1885 – 1923), български революционер, деец на ВМОРО
- Иван Младенов, доброволец в четата на Иван Атанасов – Инджето през Сръбско-българската война в 1885 година[16]
- Кръстьо Новоселски (1873 – 1905), български революционер, деец на ВМОРО
- Любчо Айдински (1930 - 2021), северномакедонски учен
- Мите Велков, македоно-одрински опълченец, 1-ва рота на 3-та солунска дружина[17]
- Мите Иванов (около 1891 – ?), македоно-одрински опълченец, 4-та рота на 3-та солунска дружина[18]
- Митко Чавков (р. 1963), македонски полицейски служител и политик, вътрешен министър на Северна Македония
- Стойче Димитров (1844 – след 1914), свещеник в родното си село между 1870 и 1914 година[19]
- Филип Димитров, български революционер от ВМОРО, четник на Ефрем Чучков[20]

Починали в Ново село
- Борис Николов Стойчев (1910 – 1944), български военен деец, поручик, загинал през Втората световна война[21]
- Иван Николаев (? – 1912), български революционер от ВМОРО
- Никола Господинов Иванов (? – 1944), български военен деец, подпоручик, загинал през Втората световна война[22]

Свързани с Ново село
- Мануш Георгиев (1881 – 1908), български революционер, деец на ВМОРО